# Стар алајанс
Стар алајанс (енгл. Star Alliance) је прва и највећа алијанса авио-превозника на свету. Основана је 1997. године, а име и грб алијансе представљју пет компанија које су основале алијансу, а то су Ер Канада, Јунајтед ерлајнс, Луфтханза, Скандинејвијан ерлајнс систем и Тај ервејз интернашонал. Стар алајанс се знатно проширио и данас се састоји од 26 авио-компанија. Седиште алијансе се налази у Франкфурт на Мајни, Немачка.

## Чланице
- Иџијан ерлајнс
- Ер Канада
- Ер Чајна
- Ер Индија
- Ер Нови Зеланд
- All Nippon Airways
- Asiana Airlines
- Остријан ерлајнс
- Avianca
- Брисел ерлајнс
- Copa Airlines
- Кроација ерлајнс
- EgyptAir
- Етиопијан ерлајнс
- EVA Air
- ЛОТ пољске авио-линије
- Луфтханза
- Скандинејвијан ерлајнс
- Shenzhen Airlines
- Сингапур ерлајнс
- Саут Африкан ервејз
- Свис интернашонал ерлајнс
- ТАП Португал
- Тај ервејз
- Теркиш ерлајнс
- Јунајтед ерлајнс